# Sandögrundet
Sandögrundet (ondiepte bij Sandön) is inmiddels een Zweeds eiland behorend tot de Lule-archipel. Het zanderig eilandje ten zuiden van en voor de kust van Sandön. Het eiland heeft geen oeververbinding en is onbebouwd.
Naamgenoot Lill-Sandögrundet ligt voor de kust van Sandön (Piteå).